# 松田彩希
松田 彩希（まつだ さき、1997年7月8日 - ）は、日本の女優、タレントである。愛称は「きぃちゃん」「枝ちゃん」。

## 人物
- 2021年3月1日をもってジャストプロを退所し、フリーで活動することを発表した[1]。
- 2021年5月13日、松田彩希プロデュースによるイベント「イロアワセ」を発表した[2]。

## 出演

### 舞台
2016年
- リボンの騎士-鷲尾高校演劇部奮闘記-（2016年3月10日 - 13日、六行会ホール）
- ダンガンロンパTHE STAGE〜希望の学園と絶望の高校生〜 2016（2016年6月16日 - 26日、東京・Zeppブルーシアター六本木 / 7月1日 - 2日、愛知・東海市芸術劇場（ユウナル東海） / 7月7日 - 10日、大阪・サンケイホールブリーゼ / 7月15日 - 16日、神奈川・関内ホール 大ホール） - 朝日奈葵 役（岩田華怜・佐藤すみれとのトリプルキャスト）
- Life pathfinder　2016（2016年7月16日 - 30日、吉祥寺シアター）

2017年
- 舞台「ハイスクール!奇面組」（2017年6月1日 - 4日、全労済ホール スペース・ゼロ） - 河川唯 役
- ミュージカル「美少女戦士セーラームーン」－Le Mouvement Final－（2017年9月8日 - 18日、AiiA 2.5 Theater Tokyo / 9月23日 - 24日、アイプラザ豊橋 / 9月29日 - 10月1日、梅田芸術劇場 シアター・ドラマシティ） - セーラースターヒーラー/夜天光 役
- リーディングライブ UBUGOE〜voice of comedy〜 vol.17（2017年10月7日 - 8日、めぐろパーシモンホール） - 週刊少年チャンピオン連載中「おタエさんは今日も食べたい」主演　叶降ルビ 役
- 舞台「オトメ噺～女学生見聞録鍵奇譚〜」（2017年12月13日 - 17日、中目黒キンケロ・シアター）

2018年
- 劇団ホチキス20周年記念公演「妻らない極道たち」（2018年1月25日 - 2月4日、あうるすぽっと） - ビビアン 役
- アドリブ心理劇「レジスタンスイレブン」（2018年4月1日 - 15日、フラワースタジオ）
- 舞台「家族のはなし」（鉄拳原作、2018年5月3日 - 4日、長野サントミューゼ / 2018年5月11日 - 13日、IMAホール） - 矢野陽子 役
- 舞台「Wake Up, Girls! 青葉の軌跡」（2018年6月6日 - 10日、草月ホール） - I-1club　高科里科 役
- 舞台「ハイスクール!奇面組2〜嵐を呼ぶ変態ライバル対決〜」（2018年8月2日 - 10日、草月ホール） - 河川唯 役
- 花嫁は雨の旋律（2018年10月31日 - 11月4日）
- Stray Sheep Paradise（2018年12月12日 - 16日、俳優座劇場） - マリエレ 役

2019年
- 舞台「真・三國無双〜赤壁の戦い〜」（2019年2月7日 - 17日、シアター1010） - 甄姫 役
- Stray Sheep Paradise:em（2019年8月15日 - 18日、あうるすぽっと） - マリエレ 役
- セブンス・パスクゥム学院 才能祭（2019年12月25日・27日、三越劇場） - マリエレ 役

2020年
- 舞台「少女ヨルハ Ver1.1a」（2020年12月3日 - 6日、東京建物 Brillia HALL） - 三号 役

2021年
- 舞台「キューティハニー CLIMAX」（2021年6月17日‐20日、シアター1010）‐ 神無月夢 / ブラックハニー 役
- ミュージカル「悪ノ娘」（2021年10月8日 - 12日、草月ホール） - キール 役

2022年
- 舞台「赤の女王」（2022年1月29日 - 2月6日、六行会ホール）- エル 役
- 劇団シアターザロケッツ第13回舞台公演「恋はカットがかかるまで」（2022年3月16日 - 21日、シアター・アルファ東京）
- 舞台「青少年アシベ」（2022年7月13日 - 7月17日、大手町三井ホ－ル）- 加藤マコト 役
- 劇団シアターザロケッツ第14回舞台公演「エスパーの卒業式」（2022年10月19日 - 23日、六行会ホール）二階堂歩 役
- 「美少女戦士セーラームーン」30周年記念 Musical Festival -Chronicle-（2022年11月20日、品川プリンスホテル ステラボール）
- 2.5次元ダンスライブ「ツキウタ。」ステージ第13幕「月野百鬼夜行綺譚 依依恋恋」（2022年11月25日 - 12月4日、ヒューリックホール東京） - 大滝一葉 役

2023年
- 麗和落語～二〇二三春の陣～ 第一陣（2023年2月8日・9日・12日、内幸町ホール）
- 舞台「アサルトリリィ・イルマ女子美術高校編 -The Gleam of Dawn-」（2023年4月13日 - 19日、かめありリリオホール） - 宮本煌椋 役
- 人狼 ザ・ライブプレイングシアター#48:WITCH III 星降る夢と13人の魔女（2023年5月6日・9日・10日、シアターサンモール）
- 舞台トワツガイ（2023年6月16日 - 25日、サンシャイン劇場）- 司令 役
- 爆劔～源平最終決戦～（2023年9月14日 - 19日、CBGKシブゲキ!!）- 安倍晴明 役
- 劇団シアターザロケッツ第十六回舞台公演「うちの担任絶対スパイ」（2023年10月18日 - 22日、六行会ホール）剣持悠理 役
- 女王ステ THE LIVE「女王舞踏会 2023」（2023年11月30日・12月2日、六行会ホール）

2024年
- ミュージカル「悪ノ娘」（2024年3月13日 - 17日、こくみん共済 coop ホール/スペース・ゼロ） - グーミリア 役
- 劇団シアターザロケッツプロデュース公演 vol.9「星降る学校2024」（2024年4月10日 - 14日、ザ・ポケット）長野先生(世界史) 役
- LIAR GAME murder mystery「爆発廃工場 〜犯人の挑戦状〜」（2024年6月14日、飛行船シアター）
- 舞台トワツガイII（2024年7月18日 - 23日、大手町三井ホール）- 司令 役
- 劇団シアターザロケッツ第十七回舞台公演「そのアパートでは変身できない」（2024年11月23日、六行会ホール）早乙女ユウ 役
- 舞台「アサルトリリィ・イルマ女子美術高校」-The Bond with the White Rose-（2024年12月5日 - 15日、こくみん共済 coop ホール／スペース・ゼロ） - 宮本煌椋 役
- 舞台「ジョダンダンジョ」（2025年4月18日、築地本願寺ブディストホール）

2025年
- 舞台「アサルトリリィ」-眞說・御台場迎撃戦-（2025年9月20日 - 25日、シアター1010） - 宮本煌椋 役
- 舞台「ヘブンバーンズレッド」（2025年10月31日 - 11月9日〈予定〉、東京ドームシティ シアターGロッソ） - 水瀬いちご 役

### 朗読劇
- Reading Story 『Stray Sheep Paradise』～EGO～ ～IDO～ （2019年6月28日・30日、シアターサンモール）[39][40]
- 朗読劇「4月の花嫁」（2021年10月23日 - 24日 東京ガーデンパレス ホワイトチャペルホール）[41]
- この色、君の声で聞かせて（2022年5月27日 - 29日、シアター・アルファ東京）[42]
- 朗読劇 「恋と嘘」（2022年11月10日・13日、TIAT SKY HALL） - 一条花月 役[43]
- 朗読劇「4月の花嫁」（2023年4月30日、バトゥール東京チャペルブランカ）[44]
- ★KIRAKIRA VOICE LAND VOL.56★ MORGUE×CHRONICLE XXⅦ Crescent 絡めとられた指先の向こう―（2023年5月13日、キーノート・シアター） - ユリイカ 役[45]
- ★KIRAKIRA VOICE LAND VOL.61★ MORGUE×CHRONICLE XXXⅡ Crescent 絡めとられた指先の向こう―（2023年7月1日、キーノート・シアター） - アンゼリカ 役[46]
- ★KIRAKIRA VOICE LAND VOL.65★ MORGUE×CHRONICLE XXXⅥ L’Oiseau Bleu 願い事は泡沫に閉じ込めて―（2023年7月22日 - 23日、キーノート・シアター） - ミーティア 役、クロエ 役[47]
- Visual Reading Drama『ネット怪談×百物語』（2023年12月8日 - 10日、新宿村LIVE）[48]
- 朗読劇「夢から醒めない夢を見よ。」（2023年12月15日、シアター・アルファ東京）[49]
- eeo Stage reading朗読劇「はなしぐれ」（2024年1月25日・26日・28日、CBGKシブゲキ!!） - 南野マリア 役[50]
- mucho produce Vol.0 〜春の朗読祭〜『お団子よりもお花を愛でて』（2024年4月26日 - 29日、新宿眼科画廊 スペース地下）[51]
- NOVA READING vol.5「異世怪論」（2024年9月6日 - 7日、MsmileBOX 渋谷）小野寺まい 役[52]
- 明日を生きる為の朗読四部作「遠く吠えて花火をあげる」（2025年2月12日・15日・16日、Route Theater）アゲハ 役[53]
- img Reading1「放課後に星はみえるか」（2025年2月21日・22日・24日、CBGKシブゲキ!!）- 返町朔 役[54]

### 映画・ショートムービー
- 短編映画「いいね」（2015年7月） - 富田千尋 役
- 武蔵野美術大学卒業制作「マリア抄」（2015年8月） - 下倉瑞葉 役
- 教科書にないッ!4（2017年） - 音無日影 役
- ラストメッセージ〜この世に残す意思の物語〜 - ハルカ役
- シンデレラのさえずりを聞け（2017年12月）
- どんぐりの女たち（2018年7月）

### テレビ
- 応援美女子（千葉テレビ放送）バブルサッカー編
- 歴史漫才 ヒストリーズ・ジャパン（2017年7月 - 9月、東名阪ネット6） - お市 役

### テレビアニメ
- CUE!（2022年1月） - 神室絢 役[55]

### ゲーム
- CUE!（2019年、神室絢[56]）

### ボイスドラマ
- SEVEN's CODE ZERO ~HALZiNA Weiß〜The Blessing of Johannes~（2020年、新海舳恋）[57]

### MV
- グッドモーニングアメリカ「友よ」（2015年10月）

### イベント
- 歳末年忘れ感謝イベント（小公女セーラ）（2015年12月27日、六行会ホール）
- 邦楽器が奏でるシャンソンカンツォーネ（日本舞踊イベント）（2016年1月14日、国立劇場）
- 「ラストメッセージ〜この世に残す意思の物語〜」登壇イベント（2017年5月9日、シダックスカルチャーホールA）
- セラミュ最終章DVD発売記念イベント（2018年3月31日）
- 松田彩希バースデーイベント welcome to cafe kiiword（2018年7月1日）
- 「どんぐりの女たち」プレミア上映会（2018年7月21日、スペースFS汐留）
- 東京激ロックDJパーティーSPECIAL@渋谷clubasia（2023年3月19日、渋谷club asia）[58][59]
- MoeMiバースデーイベント『虹色ズコットにヴィヴァーチェを添えて』（2023年7月29日、池袋 LiveHouse mono）[60]

### プロデュースイベント
- イロアワセ vol.1「イロ・アイ」（2021年6月26日、全電通労働会館 多目的ホール、ゲスト：鶴野有紗）[61]
- イロアワセ vol.2「Ne0N」（2021年12月5日、全電通労働会館 多目的ホール、ゲスト：鶴野有紗、堀越せな、天音みほ）[62]
- イロアワセ vol.3「LiLY whIte」（2022年7月1日-3日、浅草花劇場）[63]
- イロアワセ vol.4 ～project Aile～（2024年5月31日-6月2日、CBGKシブゲキ!!）- 0- ZERO- 役[64]

### モデル
- TOKYO GIRLS COLLECTION2016 SPRING/SUMMER（2016年3月19日、代々木第一体育館）
- TGC CAMPUS2016 Spring Edition（2016年5月21日、六本木alife）
- Heather diary（2016年6月11日・7月10日・8月14日） - web記事

## ディスコグラフィ

### ソロ
- SiKI（歌詞：松田彩希 / 音楽：袖野あらわ、うるふ）ー イロアワセ vol.1「イロ・アイ」テーマソング[65]

### キャラクターソング
| 発売日   | 商品名                                      | 歌                 | 楽曲 | 備考                                   |
| 2019年   | 2019年                                      | 2019年             | 2019年 | 2019年                                 |
| -------- | ------------------------------------------- | ------------------ | --- | -------------------------------------- |
| 11月27日 | Forever Friends                             | AiRBLUE            | 「Forever Friends」                                                                                            | ゲーム『CUE!』オープニングテーマ       |
| 11月27日 | Forever Friends                             | AiRBLUE            | 「さよならレディーメイド」                                                                                     | ゲーム『CUE!』関連曲                   |
| 11月27日 | Forever Friends                             | Wind               | 「Forever Friends」                                                                                            | ゲーム『CUE!』関連曲                   |
| 2020年   |                                             |                    | |                                        |
| 2月12日  | Good meal, Good life                        | Wind               | 「Good meal, Good life」 「Steppin' Girl」 「our song」                                                        | ゲーム『CUE!』関連曲                   |
| 3月25日  | beautiful tomorrow                          | AiRBLUE            | 「beautiful tomorrow」 「私たちはまだその春を知らない」                                                        | ゲーム『CUE!』関連曲                   |
| 3月25日  | beautiful tomorrow                          | Wind               | 「beautiful tomorrow」                                                                                         | ゲーム『CUE!』関連曲                   |
| 8月26日  | Colorful/カレイドスコープ                   | AiRBLUE            | 「Colorful」 「カレイドスコープ」                                                                              | ゲーム『CUE!』関連曲                   |
| 8月26日  | Colorful/カレイドスコープ                   | Wind               | 「Colorful」                                                                                                   | ゲーム『CUE!』関連曲                   |
| 9月16日  | NAZO-NAZE Jumping!                          | Wind               | 「NAZO-NAZE Jumping!」 「ぐっばいおぶじぇくしょん」 「CUTE♡CUTE♡CUTE♡」                                        | ゲーム『CUE!』関連曲                   |
| 2021年   |                                             |                    | |                                        |
| 1月6日   | 最高の魔法                                  | AiRBLUE            | 「最高の魔法」 「白い沿線」                                                                                    | ゲーム『CUE!』関連曲                   |
| 1月6日   | 最高の魔法                                  | Wind               | 「最高の魔法」                                                                                                 | ゲーム『CUE!』関連曲                   |
| 4月21日  | Talk about everything                       | AiRBLUE            | 「CUTE♡CUTE♡CUTE♡」 「ミライキャンバス」 「our song」 「Radio is a Friend!」 「マイサスティナー」 「雫の結晶」 | ゲーム『CUE!』関連曲                   |
| 2022年   |                                             |                    | |                                        |
| 1月26日  | スタートライン/はじまりの鐘の音が鳴り響く空 | AiRBLUE            | 「スタートライン」                                                                                             | テレビアニメ『CUE!』オープニングテーマ |
| 1月26日  | スタートライン/はじまりの鐘の音が鳴り響く空 | AiRBLUE            | 「はじまりの鐘の音が鳴り響く空」                                                                               | テレビアニメ『CUE!』エンディングテーマ |
| 1月26日  | スタートライン/はじまりの鐘の音が鳴り響く空 | AiRBLUE            | 「空合ぼくらは追った」                                                                                         | 『CUE!』関連曲                         |
| 1月26日  | スタートライン/はじまりの鐘の音が鳴り響く空 | Wind               | 「スタートライン」 「はじまりの鐘の音が鳴り響く空」                                                            | 『CUE!』関連曲                         |
| 3月16日  | CUE! BD第1巻 きゃにめ特典CD                 | 神室絢（松田彩希） | 「Forever Friends」                                                                                            | 『CUE!』関連曲                         |
| 4月20日  | CUE! BD第2巻 きゃにめ特典CD                 | 神室絢（松田彩希） | 「さよならレディーメイド」                                                                                     | 『CUE!』関連曲                         |
| 5月18日  | CUE! BD第3巻特典CD                          | 神室絢（松田彩希） | 「beautiful tomorrow」 「Colorful」 「最高の魔法」 「ミライキャンバス」                                        | 『CUE!』関連曲                         |
| 7月20日  | CUE! BD第5巻 きゃにめ特典CD                 | 神室絢（松田彩希） | 「スタートライン」 「はじまりの鐘の音が鳴り響く空」                                                            | 『CUE!』関連曲                         |

### ユニットメンバー
1. 1 2 3 4 5 6  六石陽菜（内山悠里菜）、鷹取舞花（稗田寧々）、鹿野志穂（守屋亨香）、月居ほのか（緒方佑奈）、天童悠希（鷹村彩花）、赤川千紗（宮原颯希）、恵庭あいり（飯塚麻結）、九条柚葉（村上まなつ）、夜峰美晴（安齋由香里）、神室絢（松田彩希）、宮路まほろ（山口愛）、日名倉莉子（鶴野有紗）、丸山利恵（立花日菜）、宇津木聡里（小峯愛未）、明神凛音（佐藤舞）、遠見鳴（土屋李央）
2. 1 2 3 4 5 6  夜峰美晴（安齋由香里）、神室絢（松田彩希）、宮路まほろ（山口愛）、日名倉莉子（鶴野有紗）